# Álvaro Castro (Schriftsteller)
Álvaro Castro (* 2. Februar 1950 in Itajaí) ist ein brasilianischer Schriftsteller.
Nach dem Tod von Beto Leão wurde er im September 2007 zum Präsidenten der Academia Itajaiense de Letras gewählt.

## Werke
- Blefo e Bamburro. 1996; Nova Letra, 2004, ISBN 85-87291-94-7
- O Jogo da Verdade. 2000; Nova Letra, 2006, ISBN 85-76820-70-6